# Et eventyr om tre
Et eventyr om tre er en dansk film fra 1954.
- Manuskript Hans Hansen.
- Instruktion Svend Methling.

Blandt de medvirkende kan nævnes:
- Lise Ringheim
- Poul Bundgaard
- Henning Moritzen
- Arthur Jensen
- Gunnar Lauring
- Jeanne Darville
- Karl Stegger
- Jakob Nielsen